# Dictyopeltella domingensis
Dictyopeltella domingensis är en svampart som först beskrevs av Petr. & Cif., och fick sitt nu gällande namn av Bat. & I.H. Lima 1959. Dictyopeltella domingensis ingår i släktet Dictyopeltella och familjen Micropeltidaceae.   Inga underarter finns listade i Catalogue of Life.